# Briesen (Mark)
Briesen (Mark) é um município da Alemanha, situado no distrito de Oder-Spree, no estado de Brandemburgo. Tem 110,83 km² de área, e sua população em 2019 foi estimada em 2.827 habitantes.